# Crazy Train
«Crazy Train» (en español: «Tren loco») es una canción de heavy metal escrita por Ozzy Osbourne, Randy Rhoads y Bob Daisley, incluida en el disco de 1980 Blizzard of Ozz. Fue grabada en vivo en 1981 y más tarde incluida en el álbum Tribute, lanzado el 19 de marzo de 1987, en conmemoración de la muerte del guitarrista Randy Rhoads.
La letra aborda el tema de la Guerra Fría y el consiguiente temor a la aniquilación de la humanidad que existió durante dicho periodo.

## Personal
- Ozzy Osbourne - voz
- Randy Rhoads - guitarra y piano
- Bob Daisley - bajo
- Lee Kerslake - batería
- Don Airey - teclados

## Legado
- El cantante canadiense Sebastian Bach, en su álbum Bach 2 Basics, incluye una versión de esta canción.
- Esta canción, junto con Mr. Crowley y la voz del propio Ozzy, están incluidas en el videojuego Guitar Hero World Tour.
- Crazy Train está incluida en el videojuego Rock Band 3.
- La banda estadounidense de rock alternativo Collective Soul tocó este tema en vivo en Woodstock 1999.
- La banda finlandesa de power metal Nightwish hizo una versión de este tema, interpretada por el bajista Marko Hietala.
- La banda galesa de metalcore Bullet For My Valentine realizó una versión de Crazy Train.
- La banda argentina de heavy metal Tren Loco creó su nombre inspirada por esta canción.[3]
- La canción se incluye como banda de sonido de la película animada estadounidense Megamind.[4]
- La banda estadounidense de glam metal Twisted Sister también hizo una versión de este tema, con la voz de Dee Snider, en Bat Head Soup: A Tribute to Ozzy.
- Serj Tankian, Tom Morello, Vinny Appice y Rudy Sarzo hicieron una versión de este tema para el álbum Randy Rhoads – The Ultimate Tribute.
- Aparece como pista en la banda sonora de Max Steel, una serie animada de los años 2000.
- Aparece en el tráiler de Infinity Train, una serie animada de 2019.
- Aparece en la banda sonora de la película animada de 2020 Trolls World Tour, cantada por la actriz Rachel Bloom.[5]
- Aparece en el trailer de Intensamente 2/Del revés 2, película animada de Pixar de 2024.